# Vrh, Velike Lašče
Vrh je gručasto naselje v jugovzhodnem delu Krimsko-Mokrškega hribovja v Občini Velike Lašče. Nahaja se za kraselem kamnitem svetu na Rutarski planoti. Do naselja vodi cesta iz Mohorij.
Na vzhodu svet strmo pada v grapo potoka Kobiljega curka. Tam je več lehnjakovih pragov s slapovi. Na jugu je izvir Vrhovski beč.